# Morgan Turner
Morgan Jeanette Turner (nació el 29 de abril de 1999) es una actriz estadounidense, a quien se le conoce por interpretar a Martha Kaply en la franquicia Jumanji.

## Vida personal
Turner asistió a la escuela secundaria Methacton en Fairview Village, Pensilvania. Turner es de género no binario y pansexual; según su perfil de TikTok usa los pronombres en inglés they/them. Ha estado saliendo con Rob Dukes desde noviembre de 2018.

## Filmografía
| Año  | Título                         | Papel           | Notas                  |
| ---- | ------------------------------ | --------------- | ---------------------- |
| 2006 | Invincible                     | Susan Vermeil   |                        |
| 2008 | Inseparable                    | Emily Lambreaux | Serie de televisión    |
| 2008 | The Answer Man                 | Papel menor     |                        |
| 2010 | Recuérdame                     | Papel menor     |                        |
| 2010 | Mercy                          | Molly Singer    | Serie de televisión    |
| 2011 | Mildred Pierce                 | Veda Pierce     | Serie de televisión    |
| 2011 | Spring/Fall                    | Hazel           | Película de televisión |
| 2013 | Blue Bloods                    | Stacey Clarke   | Serie de televisión    |
| 2013 | A Miracle in Spanish Harlem    | Sarah           |                        |
| 2014 | The Sisterhood of Night        | Sarah           | [ 5 ]                  |
| 2015 | Quitters                       | Natalia         |                        |
| 2015 | Halal in the Family            | Bully           | Serie de televisión    |
| 2017 | Wonderstruck                   | Janet           | [ 6 ]                  |
| 2017 | jumanji: Welcome to the Jungle | Martha Kaply    | [ 7 ]                  |
| 2019 | jumanji: The Next Level        | Martha Kaply    | [ 8 ] [ 9 ]            |